# Orgaz
Orgaz é um município da Espanha na província de Toledo, comunidade autónoma de Castilla-La Mancha, de área 154,48 km² com população de 2732 habitantes (2006) e densidade populacional de 17,86 hab/km².

## Demografia
| Variação demográfica do município entre 1991 e 2004 | Variação demográfica do município entre 1991 e 2004 | Variação demográfica do município entre 1991 e 2004 | Variação demográfica do município entre 1991 e 2004 |
| --------------------------------------------------- | --------------------------------------------------- | --------------------------------------------------- | --------------------------------------------------- |
| 1991                                                | 1996                                                | 2001                                                | 2004                                                |
| 2620                                                | 2670                                                | 2669                                                | 2739                                                |